# Elecciones generales de Honduras de 1923
Las elecciones generales de Honduras de 1923, se realizaron entre las fechas 27 al 30 de octubre de 1923, para el cambio de autoridades gubernamentales como ser:
- Presidente de Honduras: Jefe de Estado de Honduras que ejercerá las funciones de dirección del Poder Ejecutivo de Honduras.
- Diputados al Congreso de Honduras.
- Alcaldes municipales.

En ellas participó por primera vez el Partido Nacional de Honduras constituido como tal. La negativa del Congreso Nacional a escoger un ganador desembocó en la guerra civil de 1924, tras la cual se convocó a un nuevo proceso electoral en 1924.

## Antecedentes
En 1921 el Partido Nacional Demócratico se había organizado bajo el liderazgo de Tiburcio Carias Andino, pasando a llamarse Partido Nacional de Honduras (PNH). En abril de 1923 el PNH escogió a Carias como su candidato presidencial, el cual era apoyado por la United Fruit Company; e iba acompañado de Miguel Paz Barahona como candidato a la vicepresidencia. Por otro lado, ese año el Partido Liberal de Honduras (PLH) se dividió en dos corrientes: el Arismo, que apoyaba a Juan Ángel Arias, y el Policarpismo, que apoyaba al Licenciado Policarpo Bonilla, el cual era apoyado por el entonces Presidente, Rafael López Gutiérrez.

## Resultados
Tiburcio Carias Andino obtuvo 49,953 votos (47%), Bonilla 35,474 (33%) y Arias 20,839 (20%) votos respectivamente. Ya que ningún candidato logró obtener la mayoría absoluta de los votos (53,134 votos según la sumatoria), le correspondía al Congreso Nacional escoger a un ganador; pero los diputados liberales, que eran mayoría, se rehusaron a presentarse a las sesiones, impidiendo que existiera el quorum necesario para que el Congreso tomara una determinación.
El Congreso se reunió hasta el 1 de enero de 1924 y el 23 de ese mes declaró que los resultados eran: Carías: 49,451 votos, Bonilla: 35,160 y Arias: 20,426. Los liberales se negaron a declarar ganador a Carias, pero tampoco estaban dispuestos a unirse y declarar ganador a uno de su partido.

## Crisis poselectoral
En diciembre, el presidente López Gutiérrez estableció un Estado de sitio, suspendiendo la constitución, y declaró que se mantendría en el poder para mantener la paz. Como su periodo de mandato constitucional concluiría el 1 de febrero de 1924 sin un sucesor electo, el presidente López Gutiérrez emitió un decreto el 31 de diciembre por el cual se declaró dictador, asumiendo todos los poderes del Estado. También anunció que un Congreso se reuniría en la capital en la fecha y con el número de diputados que se establecerían en un posterior decreto. La acción no fue acatada por la oposición y Carias se declaró en rebeldía, estallando una guerra civil, la más devastadora que haya sucedido en el país centroamericano en el siglo XX; denominada por partidarios de Carias como la "Guerra de Reivindicación". Los liberales desafiaron la autoridad del presidente a declarar un estado de sitio, pero tampoco apoyaron a Carias.
La guerra se dilató por dos meses entre batallas esporádicas. Carias recibió total apoyo de la United Fruit Company. Ya que los Estados centroamericanos habían pactado con Estados Unidos un Tratado de Paz y Armonía en 1923, 400 marines estadounidenses ocuparon Tegucigalpa desde marzo.  El 10 de ese mes López Gutiérrez murió y fue reemplazado por un Consejo de Ministros.
El 3 de mayo, el departamento de Estado norteamericanos y delegados de las fuerzas en contienda, junto a representantes de Guatemala, El Salvador, Nicaragua y Costa Rica, firmaron un pacto por el cual se creó un gobierno provisional al mando del General Vicente Tosta Carrasco, con la promesa de convocar a elecciones dentro de 30 días, y en las cuales estaba vetada la participación de los involucrados en la guerra civil. Las mismas fueron finalmente celebradas en diciembre de 1924. 